# 잘링고

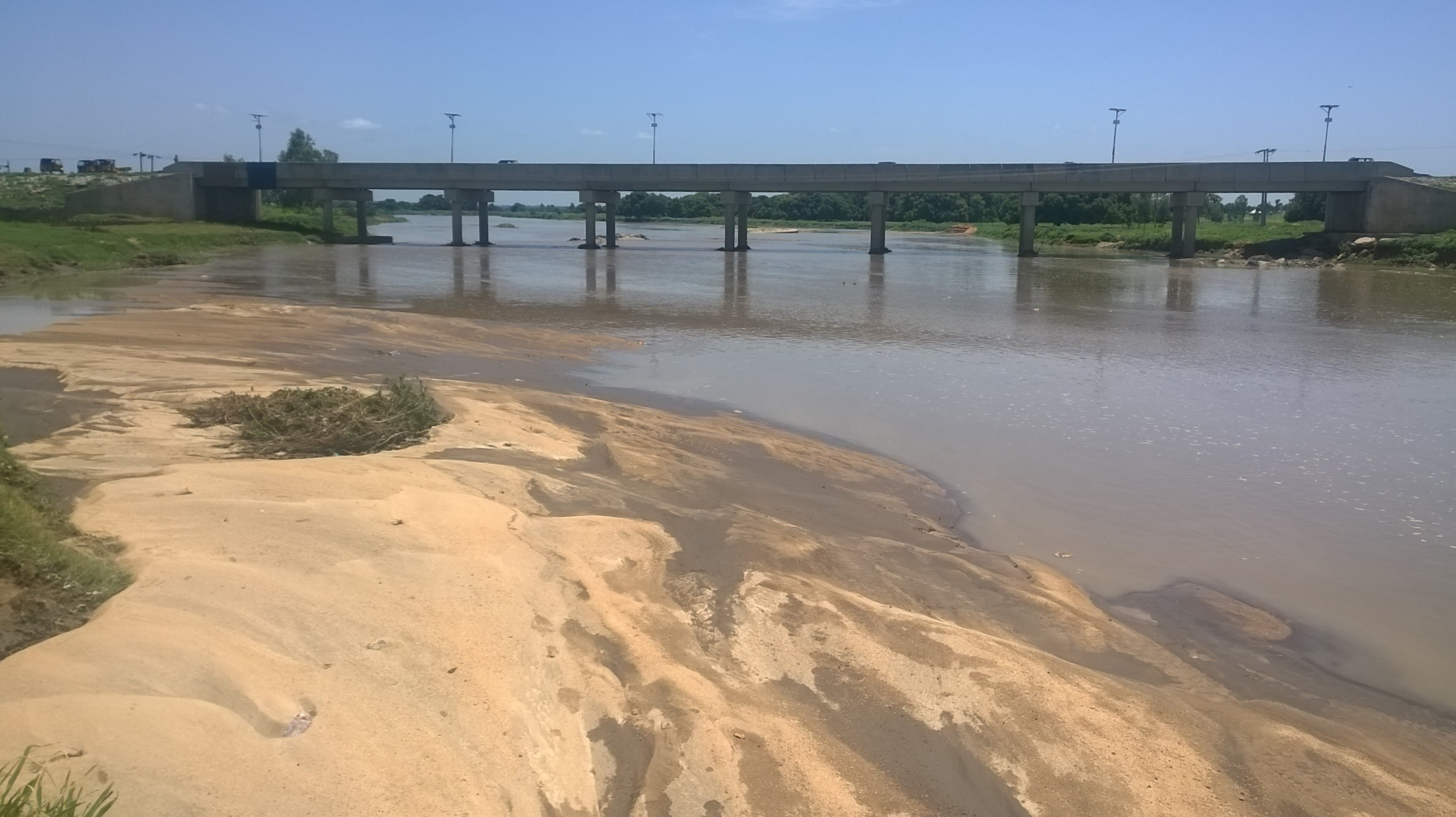

잘링고(Jalingo)는 나이지리아 북동부에 위치한 타라바주의 주도로 면적은 190.76km2, 인구는 122,064명(2006년 기준)이다.